# Максимова (Тюменская область)
Максимова — деревня в Абатском районе Тюменской области России. Входит в состав Тушнолобовского сельского поселения.

## История
В «Списке населенных мест Российской империи» 1871 года издания (по сведениям 1868—1869 годов) населённый пункт упомянут как казённая деревня Ишимского округа Тобольской губернии, при реке Ишиме, расположенная в 32 верстах от окружного центра города Ишим. В деревне насчитывалось 84 двора и проживало 430 человек (205 мужчин и 225 женщин).
В 1926 году в деревне имелось 108 хозяйств и проживало 526 человек (251 мужчина и 275 женщин). Функционировала школа I ступени. В административном отношении Максимова являлась центром Максимовского сельсовета Абатского района Ишимского округа Уральской области.

## География
Деревня находится в юго-восточной части Тюменской области, в лесостепной зоне, в пределах Ишимской равнины, на левом берегу реки Ишим, на расстоянии примерно 31 километра (по прямой) к юго-западу от села Абатское, административного центра района. 

### Часовой пояс
Максимова, как и вся Тюменская область, находится в часовой зоне МСК+2. Смещение применяемого времени относительно UTC составляет +5:00.

## Население
| 1989 | 2002 | 2010 |
| ---- | ---- | ---- |
| 136  | ↗141 | ↘102 |

Гендерный состав
По данным Всероссийской переписи населения 2010 года в гендерной структуре населения мужчины составляли 47,1 %, женщины — соответственно 52,9 %.
Национальный состав
Согласно результатам переписи 2002 года, в национальной структуре населения русские составляли 98 % из 141 чел.

## Улицы
Уличная сеть деревни состоит из трёх улиц.